# Pèire Azéma
Pèire Azéma (Montpeller, Occitània, 3 de gener de 1891 – Montpeller, 20 de gener de 1967) fou un escriptor, poeta, periodista i polític occità, que ocupà la presidència de l'Institut d'Estudis Occitans entre els anys 1957 i 1959.
Nascut a Montpeller, en el sí d'una família modesta de jardiners, després d'obtenir el certificat d’estudis, va treballar a la Compagnie des Mines de Graissessac i s'involucrà en la vida social, intel·lectual i política de la ciutat de Montpeller, a les files del grup democristià "Le Sillon" de Marc Sangnier. Mobilitzat el 1915, marxà al front on resultà ferit greument per metralla. Al seu retorn, fundà la primera associació de discapacitats de guerra i participà activament en les associacions de veterans. Fou vicepresident de la "Fédération des trépanés et blessés de la tête" (1953).
Com a periodista, va escriure a L'Avenir de Tunis el 1908, abans de col·laborar amb el Republican du Midi el 1910. i Entre 1930 i 1933 va escriure una columna amb occità del diari Le Sud. Fou col·laborador de François Dezeuze, "L’Escoutaire", que cap al 1910 l'introduí a l'escola de Parage de Montpeller. Amb Louis Bonfils i Pierre Causseou, fou cofundador del grup de teatre "La Lauseta" (1912), i també amb ells, codirector del diari Lou Gal del 1915 al 1921. El 1929 fou elegit major del Félibrige.
Políticament, exercí de regidor de la ciutat de Montpeller el 1919, i després el 1935. Fou síndic de manteniment de Llenguadoc als anys trenta, i també secretari, aleshores cabiscol de l’"escola dau Parage" que va rellançar. Amb Léon Teissier, codirigí la revista Calendau del 1933 al 1945, una de les principals revistes occitanes del període d’entreguerres, i va escriure a la revista Oc. En els seus articles i conferències, defensa les posicions federalistes. Malgrat que al començament del règim de Vichy participà en un comitè d’acció regionalista, ràpidament es distancià. Després de la guerra va esdevenir president de l'Institut d’Études Occitanes del 1957 al 1959. Durant la seva trajectòria, va publicar cròniques, poemes, assajos, obres de teatre i va acollir les emissions radiofòniques de Ràdio Montpeller des del 1927 fins al 1956.